# Paper moneda de Castellar del Vallès
El paper moneda de Castellar del Vallès fou la moneda de curs legal i obligatori a tota la vila durant la Guerra Civil espanyola.
Davant el caos financer que patia el cantó republicà durant la guerra, el conseller de finances de la Generalitat de Catalunya, Josep Tarradellas, va aprovar la Llei Municipal Catalana de 9 d'octubre de 1936. Aquesta llei, permetia els ajuntaments d'emetre moneda fiduciària de petits valors divisionaris, de curs legal i obligatori, però limitat a la mateixa vila. Cal precisar que els ajuntaments no estaven autoritzats a emetre moneda legal, però si que estaven facultats per organitzar i regular la seva vida econòmica i, per tant, el que realment feren fou tallar en bocins petits el paper moneda legal del Banc d'Espanya o del recent creat Paper moneda de la Generalitat de Catalunya, ja que les emissions de paper moneda local havien d'estar garantides en un dipòsit equivalent d'aquests bitllets legals i oficials.

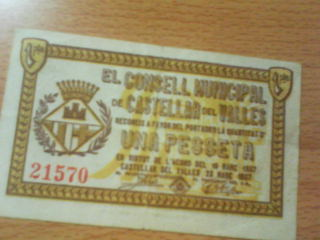
Bitllets de moneda castellerenca

Per acord municipal del dia 19 de març de 1937, i sota el govern de l'alcalde Antoni Tort es creà la moneda divisionària de Castellar del Vallès en forma de valors d'1 pesseta i moneda de cartró-cuir o fibra de 25 cèntims, 10 cèntims i 5 cèntims, per un import de 45.000 pessetes. Els bitllets estaven presidits per l'escut de la vila i s'hi veien, en el fons, un detall d'un carrer típic de la vila i les 4 barres catalanes. Al revers, hi havia la silueta d'un poble en runes simbolitzant els estralls de la guerra i al costat dret un obrer treballant en una enclusa emmarcat per una palma i una branca de llorer, amb un sol naixent al fons, símbols de la pau i del treball. La moneda de cartró-cuir portaven imprès a l'anvers l'escut de la vila i la data d'emissió i, al revers, el valor de canvi, sense cap altra inscripció i no hi figurava el nom del poble, pel que sols era recognoscible per l'escut.

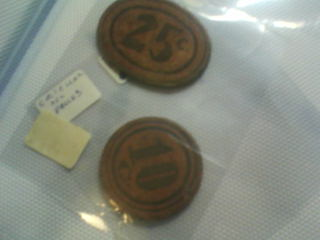
Monedes de cartró-cuir castellerenques

La moneda s'emeté a partir del 23 de març de 1937, i fou abolida l'any 1938 quan el govern de l'estat va emetre moneda des del govern provisional amb seu a València, declarant no vàlida les monedes locals catalanes.
Els dibuixos eren obra de l'artista local Joan Ribas Illa.